# カリ・アルナソン
カリ・アルナソン（Kári Árnason 、1982年10月13日 - ）は、スウェーデン・ヨーテボリ出身の元プロサッカー選手。元アイスランド代表。現役時代のポジションは、CB。

## 経歴

### クラブ
スウェーデンのヨーテボリで生まれ、5歳の時にアイスランドの首都レイキャヴィークに移住。1999年から5シーズンヴィキングル・レイキャヴィークでプレー。その間、大学のサッカー部でもプレーした。
ヴィキングルでの活躍が評価され、2004年にアルスヴェンスカンのユールゴーデンIFに移籍。
2007年、デンマークのオーフスGFと2年契約を結んだ。
2009年夏、フットボールリーグ・チャンピオンシップに所属するプリマス・アーガイルFCのトライアルに参加した。最終的に単年契約を勝ちとった。
2011年6月、プリマス退団後にイタリアで行われていたハート・オブ・ミドロシアンFCのプレシーズンツアーに参加した。ハーツからはオファーがなかったが、7月に同じスコティッシュ・プレミアリーグのアバディーンFCに加入した。
2012年6月、ロザラム・ユナイテッドFCに移籍。
2015年6月、マルメFFと2年契約を結んだ
2017年1月、オモニア・ニコシアに移籍。
2017年6月、古巣アバディーンに復帰。
2018年5月15日、1年契約でヴィキングルに復帰した。

### 代表
2005年3月に代表初招集、イタリア戦に出場し代表デビュー。2005年10月のスウェーデン戦で初ゴール。
UEFA EURO 2016のメンバーにも選ばれた。初戦のポルトガル戦では、クリスティアーノ・ロナウドを徹底マークしスコアレスドローに持ち込んだ。グループステージ最終戦のオーストリア戦ではアシストを決めマンオブザマッチに選ばれた。ラウンド16のイングランド戦でも再びアシストを決め、歴史的番狂わせに貢献した。

## 代表歴

### 出場大会
- アイスランド代表
  - 2018 FIFAワールドカップ

### 試合数
- 国際Aマッチ 90試合 6得点（2005年-2021年）[18]

| アイスランド代表 | 国際Aマッチ | 国際Aマッチ |
| 年               | 出場        | 得点        |
| ---------------- | ----------- | ----------- |
| 2005             | 8           | 1           |
| 2006             | 4           | 0           |
| 2007             | 4           | 0           |
| 2008             | 0           | 0           |
| 2009             | 0           | 0           |
| 2010             | 1           | 0           |
| 2011             | 0           | 0           |
| 2012             | 7           | 1           |
| 2013             | 8           | 0           |
| 2014             | 6           | 0           |
| 2015             | 7           | 0           |
| 2016             | 11          | 1           |
| 2017             | 8           | 1           |
| 2018             | 9           | 2           |
| 2019             | 8           | 0           |
| 2020             | 6           | 0           |
| 2021             | 3           | 0           |
| 通算             | 90          | 6           |

### 得点
2019年6月8日現在
| No. | 開催日         | 会場             | 対戦国       | スコア | 結果 | 試合概要                    |
| --- | -------------- | ---------------- | ------------ | ------ | ---- | --------------------------- |
| 1   | 2005年10月12日 | ソルナ           | スウェーデン | 1–0    | 1–3  | 2006 FIFAワールドカップ予選 |
| 2   | 2012年9月7日   | レイキャヴィーク | ノルウェー   | 1-0    | 2–0  | 2014 FIFAワールドカップ予選 |
| 3   | 2016年10月6日  | レイキャヴィーク | フィンランド | 1–1    | 3–2  | 2018 FIFAワールドカップ予選 |
| 4   | 2017年10月6日  | エスキシェヒル   | トルコ       | 3–0    | 3–0  | 2018 FIFAワールドカップ予選 |
| 5   | 2018年6月7日   | レイキャヴィーク | ガーナ       | 1–0    | 2–2  | 親善試合                    |
| 6   | 2018年10月11日 | ギャンガン       | フランス     | 2–0    | 2–2  | 親善試合                    |

## タイトル
ユールゴーデン
- アルスヴェンスカン: 2005
- スウェーデン・カップ: 2005

マルメ
- アルスヴェンスカン: 2016

ヴィキングル
- ウルヴァルステイルト: 2021
- アイスランド・カップ: 2019, 2021